# Sandra Borghi
Sandra Borghi (Buenos Aires; 6 de julio de 1975) es una periodista, locutora y presentadora de televisión argentina. Ganadora del Premio Konex en 2017. Su última conducción junto a Luis Otero fue en Mediodía noticias por eltrece.

## Carrera
Comenzó como notera en Canal 26. Desde 1997 trabaja en Canal 13. En los principios de su carrera era movilera y hacía reemplazos en los noticieros de TN. En televisión abierta, su primer conducción fija fue en Nosotros a la mañana/al mediodía, desde 2014 junto a Fabian Doman, y desde 2019 junto a Joaquín «Pollo» Álvarez. Desde 2018, junto a Pepe Gil Vidal, conduce el noticiero Está pasando en Todo Noticias.
Ha trabajado en numerosas radios como América, Del Plata, Continental, Radio Uno y FM hit. Trabajó en varios ciclos radiales como Aire de noticias, junto a Gonzalo Aziz y Franco Mercuriali, por Radio Mitre.

## Televisión
- 2022-2025: Mediodía Noticias
- 2018-2022: Está pasando
- 2020: Mujeres (reemplazo)
- 2017-2021: Nosotros a la mañana
- 2014-2017: Nosotros al mediodía
- 2004: El noticiero de Santo
- 2002-2006: TN a la mañana